# Hale Boggs
Thomas Hale Boggs, Sr. (Long Beach, 15 febbraio 1914 – Alaska, 16 ottobre 1972) è stato un politico e avvocato statunitense, membro della Camera dei rappresentanti per lo stato della Louisiana dal 1941 al 1943 e di nuovo dal 1947 al 1972.

## Biografia
Nato nel Mississippi, dopo aver conseguito la laurea in legge e aver svolto la professione di avvocato, Boggs entrò in politica con il Partito Democratico e nel 1941 approdò alla Camera dei rappresentanti per lo stato della Louisiana.
Nel 1942 non riuscì ad ottenere un secondo mandato e si arruolò nella seconda guerra mondiale. Dopo la fine del conflitto, Boggs tornò alla vita politica e nel 1946 riuscì a rientrare al Congresso, dove venne rieletto per altri tredici mandati da deputato. Nel 1971 divenne anche leader di maggioranza alla Camera.
Il 16 ottobre del 1972, Boggs si trovava in Alaska per collaborare alla campagna elettorale per la riconferma del deputato Nick Begich. I due uomini presero un volo privato sul quale viaggiavano solo un collaboratore di Begich e il pilota; mentre l'aereo si trovava nella tratta fra Anchorage e Juneau, scomparve misteriosamente. Dopo trentanove giorni le ricerche vennero interrotte e i corpi dei quattro uomini non vennero mai più ritrovati.
Sia Begich che Boggs vennero rieletti a novembre nonostante la scomparsa. I seggi rimasero vacanti e a gennaio del 1973 i due politici vennero dichiarati deceduti, così vennero indette delle elezioni speciali per rimpiazzarli. Il seggio di Boggs venne vinto dalla sua vedova, Lindy, che rimase alla Camera fino al 1991 e che successivamente venne nominata ambasciatore statunitense presso la Santa Sede dal presidente Clinton.